# Gertrude Seidl
Gertrude Seidl (* 26. Februar 1948 in Pöllau, Steiermark; † 25. November 2009 in Hartberg, Steiermark) war eine österreichische Politikerin (ÖVP).

## Leben
Gertrude Seidl absolvierte nach dem Besuch von Volks- und Hauptschule eine Lehre als Strickerin in Pöllau. Anschließend arbeitete sie als Näherin in der Triumph-Wäschefabrik in Hartberg. Dort wurde sie Betriebsrätin und Zentralbetriebsrätin, was sie bis zu ihrem Tod blieb. Auch war sie Mitglied des Bundesvorstandes in der Fraktion christlicher Gewerkschafter.
In der XI. Landtagsperiode war sie im Jahr 1991 Steirische Landtagsabgeordnete. Sie folgte dem durch eine Autounfall verstorbenen Abgeordneten Johann Schweighofer nach, die Angelobung fand am 10. September 1991 statt.